# 707
707 (DCCVII) je bilo navadno leto, ki se je po julijanskem koledarju začelo na soboto.

## Dogodki
- 1. januar

## Rojstva
- Teodoald, dvorni majordom Avstrazije  († 741)